# Chapeaux chinois
En mathématiques, les chapeaux chinois sont une dénomination regroupant les familles de fonctions continues, affines par morceaux, définies sur la demi-droite {\displaystyle [0:+\infty [} permettant de donner des exemples de convergence simple non uniforme.
Une famille de telles fonctions sur {\displaystyle \mathbb {R} ^{+}} est donnée par exemple par :
{\displaystyle f_{n}:x\mapsto {\frac {1}{n}}x\mathrm {X} _{[0;n]}+{\frac {1}{n}}(2n-x)\mathrm {X} _{]n;2n]}}
Ces dernières forment également un contre-exemple classique au théorème de convergence dominée de Henri Lebesgue lorsqu'on oublie l'hypothèse de domination sur l'intervalle d'intégration, ici la demi-droite {\displaystyle \mathbb {R} ^{+}}.
On trouve l'évocation de ces concepts chez Gustave Choquet mais également chez son élève, Jean-Louis Ovaert.

## Démonstration
Un calcul d'aire montre que l'intégrale sur {\displaystyle \mathbb {R} ^{+}} de la fonction {\displaystyle f_{n}} vaut {\displaystyle n}.
La limite simple de ces fonctions est la fonction nulle. On en déduit que l'hypothèse de domination n'est pas satisfaite.